# 광시성

광시 성의 위치

광시성(중국어: 廣西省)은 1912년부터 1949년까지 존재했던 중화민국의 성으로 성도는 난닝시(1912년 ~ 1932년), 구이린시(1932년 ~ 1949년)이며 면적은 218,923km2이다. 4개 시, 99개 현을 관할하였다.

## 지리
청대의 광서성의 관할 구역을 거의 계승하였고, 현재의 광시 좡족 자치구의 친저우시, 베이하이시  전역, 팡청강시의 강커우구, 팡청구, 둥싱시를 제외한 대부분이지만, 광둥성 화이지현을 관할했다.
동쪽으로는 광둥성, 서쪽으로는 윈난성, 북쪽으로는 후난성과 구이저우성, 남쪽으로는 베트남과 접하고 있었다.

## 행정구역
신해혁명 직후에는 청대의 도가 폐지된 1913년 2월 베이징 정부는 邕南道, 鬱江道, 漓江道, 柳江道, 田南道, 鎭安道의 6개 도를 설치했다. 4월 5일에는 관찰사를 임명했다. 1914년 5월 도 관제에 의거하여 南寧道, 蒼梧道, 桂林道, 柳江道, 田南道, 鎭南道로 개칭했다. 1925년 8월 광저우 국민당 정부가 광시도를 관할하는 도제를 폐지했다.
중화인민공화국 성립 직전의 관할 현은 다음과 같다.

### 시
- 구이린시
- 난닝시
- 우저우시
- 류저우시

### 현
- 위린현 (鬱林縣)
- 융푸현 (永福縣)
- 헝현 (橫縣)
- 恩陽縣
- 賀縣
- 懷集縣
- 河池縣
- 果德縣
- 灌陽縣
- 貴縣
- 宜山縣
- 忻城縣
- 恭城縣
- 義寧縣
- 宜北縣
- 敬德縣
- 桂平縣
- 興安縣
- 興業縣

- 向都縣

- 左縣

- 三江縣

- 思恩縣

- 資源縣

- 修仁縣
- 象縣
- 上金縣

- 鍾山縣
- 信都縣
- 昭平縣
- 上林縣
- 上思縣
- 思樂縣
- 綏淥縣
- 崇善縣
- 靖西縣
- 遷江縣
- 西隆縣
- 西林縣
- 全縣

- 蒼梧縣

- 中渡県
- 鎭結県
- 鎭邊県
- 天河県
- 天峨県
- 田西県

- 田東県
- 天保県

- 田陽縣
- 東蘭縣
- 都安縣
- 藤縣
- 同正縣
- 那馬縣
- 南丹縣
- 寧明縣
- 博白縣
- 百壽縣
- 賓容縣
- 百色縣
- 憑祥縣
- 扶南縣
- 富川縣
- 武宜縣
- 武鳴縣
- 平治縣
- 平南縣
- 平樂縣
- 鳳山縣
- 北流縣
- 萬岡縣
- 萬承縣
- 明江縣
- 蒙山縣
- 融縣
- 邕寧縣
- 容縣
- 陽朔縣
- 養利縣
- 来賓縣
- 雷平縣
- 樂業縣
- 羅城縣
- 雒容縣
- 陸川縣
- 柳江縣
- 榴江縣
- 竜勝縣
- 隆安縣
- 隆山縣
- 竜津縣
- 竜茗縣
- 凌雲縣
- 嶺渓縣
- 霊川縣
- 茘浦縣